# ホーチミン・シティFC
コンアン・ホーチミン・シティFC（英語: Cong An Ho Chi Minh City Football Club、ベトナム語: Câu lạc bộ Bóng đá Công an Thành phố Hồ Chí Minh）は、ベトナム・ホーチミン市にホームを置くサッカークラブである。

## 歴史
1975年にサイゴン港の実業団として創設された。
- 1975年-2000年　サイゴン・ポート・ワーカーズFC
- 2001年-2003年　サイゴン・ポートFC
- 2004年-2008年　サイゴン・ポート・サザン・スティール・クラブFC
- 2009年-2025年　ホーチミン・シティFC
- 2025年-現在　コンアン・ホーチミン・シティFC

など、幾多もの改名を経て現在のクラブ名になっている。
2016年、Vリーグ2で優勝し、Vリーグ1への昇格を果たす。それに伴ってクラブを株式会社化するとともに、選手生活を引退したばかりのレ・コン・ビンを会長に招聘した。
2018年は元ベトナム代表監督の三浦俊也が監督に就任。また、ベトナム代表級の選手を数人獲得したほか、外国人選手はゴンサロ・マロンクレ、元マンチェスター・ユナイテッドのロドリゴ・ポセボン、元ロアッソ熊本のグスタボが加入した。

## タイトル
- Vリーグ：4回
  - 1986, 1993-94, 1997, 2001-02

## AFC大会での成績
- AFCチャンピオンズリーグ：2回出場

2002-03シーズン：東地区予選2回戦敗退
2020シーズン：東地区予選2回戦敗退
- アジアクラブ選手権：2回出場

1995-96シーズン：1回戦敗退
1998-99シーズン：1回戦敗退
- アジアカップウィナーズカップ：2回出場

1993-94シーズン：2回戦敗退
2000-01シーズン：2回戦敗退

## 歴代監督
- ヴィエラン・シムニッチ 2010-2011
- フン・タイン・フオン 2014-2015
- ルー・ディン・トゥアン 2015-2017
- アラン・フィアール 2017
- 三浦俊也 2018
- 鄭海成（朝鮮語版） 2019-2020
- アレシャンドレ・ペルキング 2021

## 歴代所属選手
- チュオン・ディン・ルアット（英語版） 2016-
- チャン・フィー・ソン（英語版） 2018-
- サム・ゴック・ドゥック（英語版） 2018-
- ブー・ゴック・ティン（英語版） 2018-
- ドー・バン・トゥアン（英語版） 2018-
- ゴンサロ・マロンクレ 2018
- ロドリゴ・ポセボン 2018
- グスタボ 2018
- マティアス・ハドゥエ 2018-

## キット
- 2016- : ミズノ